# Richardia saltatoria
Richardia saltatoria är en tvåvingeart som beskrevs av Robineau-desvoidy 1830. Richardia saltatoria ingår i släktet Richardia och familjen Richardiidae.
Artens utbredningsområde är Franska Guyana. Inga underarter finns listade i Catalogue of Life.